# Werner Mitsch
Werner Mitsch (* 23. Februar 1936 in Stuttgart; † 26. März 2009 ebenda) war ein deutscher Aphoristiker.

## Leben
Mitsch wurde 1950 Schriftsetzer. Seit 1971 schrieb er Aphorismen und Sprüche, die in Zeitschriften und ab 1978 in selbstgesetzten Büchern (in mehreren Auflagen) erschienen. Mit rund 40.000 Aphorismen gehörte er zu den produktivsten deutschsprachigen Autoren dieser Gattung. Auf Abwandlungen zu Redensarten oder Sprichwörtern beruht rund ein Zehntel seines Werks, das auch Wellerismen und Unsinnsprüche umfasst. Mehrere (Sponti)sprüche-Sammlungen druckten Mitschs Texte ohne Quellenangabe und oft ohne Nennung seines Namens.
Infolge einer starken Kurzsichtigkeit und einer Herzoperation war Mitsch seit 1985 erwerbsunfähig.
Mitsch starb unverheiratet und kinderlos. Er wurde am 8. April 2009 auf dem Bad Cannstatter Steinhaldenfriedhof beigesetzt. Sein literarischer Nachlass wird von Christa Moll, Inhaberin der Aphorismenwebsite www.zitante.de, verwaltet.

## Werke
- Spinnen, die nicht spinnen, spinnen. Letsch Verlag, Stuttgart 1978
- Fische, die bellen, beißen nicht. Letsch Verlag, Stuttgart 1979
- Pferde, die arbeiten, nennt man Esel. Mit Zeichnungen von Manfred Hofstetter. Letsch Verlag, Stuttgart 1980
- Hunde, die schielen, beißen daneben. Mit Miniaturen von Manfred Hofstetter. Letsch Verlag, Stuttgart 1981
- Bienen, die nur wohnen, heißen Drohnen. Mit 28 Miniaturen von Manfred Hofstetter. Letsch Verlag, Stuttgart 1982
- Das Schwarze unterm Fingernagel. Mit Zeichnungen von Manfred Hofstetter. Letsch Verlag, Stuttgart 1983
- Grund & Boden-Sätze. Letsch Verlag, Stuttgart 1986
- Hin- und Widersprüche. Mit Zeichnungen von Ulrik Schramm. Rosenheimer Verlag, Rosenheim 1986
- Wer den Wal hat, hat die Qual. 800 Unsinnsprüche für alle Gelegenheiten. Heyne Verlag, München 1987
- Neue Hin- und Widersprüche. Mit Zeichnungen von Ulrik Schramm. Rosenheimer Verlag, Rosenheim 1988
- Erik Liebermann: Bitte warten. Humor für Ungeduldige. Mit zeit-losen Sprüchen von Werner Mitsch. Rosenheimer Verlag, Rosenheim 1988
- Reinhold Löffler: Pedalwirbel. Karikierte Rad(tor)touren. Mit zwei Texten von Karl Valentin und Sprüchen von Werner Mitsch. Rosenheimer Verlag, Rosenheim 1990
- Beate Heinen: Leben … wie es in den Strumpf paßt. Mit Sprüchen von Werner Mitsch. Kunstverlag Maria Laach, Maria Laach 1996